# Cross Fire (bande dessinée)
Pour les articles homonymes, voir Crossfire.
Cross Fire est une série de bande dessinée d'espionnage franco-belge dessinée par Pierre Mony Chan et écrite par Jean-Luc Sala. Elle est publiée chez Soleil Productions depuis 2004 dans la collection Soleil levant. Achetée par Marvel Comics aux États-Unis en 2009, elle est tirée sous le titre de Spin Angels.

## Descriptions

### Personnages
- Sofia d'Agostino : héroïne principale de la série Cross Fire, est employée par le cabinet noir — branche secrète du Vatican. Spécialiste de l'exfiltration de données, elle va rapidement découvrir des secrets enfouis et dont la mise à jour dérange.
- Angelo Costanza : remplaçant de Luigi, il protège Sofia au cours de leur(s) mission(s).
- Monsignor Marchesi : il s'agit là du commanditaire de Sofia et Angelo. C'est aussi lui qui a personnellement recruté Angelo à la suite du décès de Luigi.
- Monsignor Kyu : diplômé de l’Académie Pontificale des Sciences. Responsable du soutien logistique et créé les gadgets que l'on voit au fur et à mesure de l'histoire.
- Sœur Anna : agent de Monsignor Kyu, elle authentifie et date les reliques anciennes.
- Gina Costanza : cousine d'Angelo. Remplaçante de celui-ci pendant un court temps pour « honorer la dette de son père » vis-à-vis de Sofia.

## Publications en français

### Albums
- 1 Opération Judas, Soleil, Soleil Levant, Juin 2004
Scénario : Jean-Luc Sala - Dessin : Pierre Mony Chan - Couleurs : Pierre Mony Chan - (ISBN 2-84565-835-4)
- 2 Au service secret de sa sainteté, Soleil Productions, Soleil Productions - Soleil levan, Juin 2006
Scénario : Jean-Luc Sala - Dessin et couleurs : Pierre Mony Chan - (ISBN 2-84946-483-X)
- 3 Mourir et laisser vivre, Soleil Productions, Soleil Productions - Soleil levant, Juin 2008
Scénario : Jean-Luc Sala - Dessin et couleurs : Pierre Mony Chan - (ISBN 978-2-302-00216-6)
- 4 Godfinger, Soleil Productions, Soleil Productions - Soleil levant, Juillet 2009
Scénario : Jean-Luc Sala - Dessin et couleurs : Pierre Mony Chan - (ISBN 978-2-302-00639-3)
- 5 L'éternité ne suffit pas, Soleil Productions, Soleil Productions - Soleil levant, Novembre 2010
Scénario : Jean-Luc Sala - Dessin et couleurs : Pierre Mony Chan - (ISBN 978-2-302-01290-5)
- 6 Rien que pour vos dieux, Soleil Productions, Mars 2012
Scénario : Jean-Luc Sala - Dessin et couleurs : Pierre Mony Chan - (ISBN 978-2-302-01864-8)
- 7 Ressuscite un autre jour, Soleil Productions, Juin 2017
Scénario : Jean-Luc Sala - Dessin : Pierre Mony Chan - Couleurs : Yoann Guillé - (ISBN 2302062132)
- 8 Jugement par le feu, Soleil Productions, Janvier 2021
Scénario : Jean-Luc Sala - Dessin : Paola Amormino - Couleurs : Yoann Guillé - (ISBN 978-2-302-08308-0)

## Distinctions
- Autopsy Awards pour Meilleure bande dessinée débutant de L'année en 2009[1].